# Haute Cime des Dents du Midi
La Haute Cime des Dents du Midi (3.257 m s.l.m.) è la più alta montagna delle Prealpi di Savoia nel Canton Vallese svizzero.

## Descrizione
Si trova nella sottosezione delle Prealpi del Giffre. È la vetta più alta di una catena più ampia denominata Dents du Midi.

## Salita alla vetta
La via normale di salita alla vetta inizia dal campeggio Gran Paradis nel comune di Champéry. Inoltre essa passa per:
- l'alpeggio di Bonavau' a 1.550 m
- il Pas d'Encel a 1.798 m
- la Cabane de Susanfe a 2.102 m (dove è possibile fermarsi per la notte)
- il Colle di Susanfe 2.494 m, ultima tappa prima della salita alla vetta.